# Alsace Nature
Alsace Nature est une fédération d'associations alsaciennes œuvrant en faveur de la protection de l'environnement. Sont représentées au Conseil d'administration des associations naturalistes (Association pour l’étude et la protection des amphibiens et reptiles d’Alsace - BUFO, Ligue pour la protection des oiseaux d'Alsace, Conservatoire d'espaces naturels Alsace), des associations liées à l'éducation à la nature et à l'environnement (Atouts Hautes-Vosges, Maison de la nature du Ried et de l'Alsace centrale), des associations liées aux transports (Association de Défense des Riverains de l'Aéroport de Bâle-Mulhouse - ADRA, Association des usagers des Transports Urbains de l’agglomération Strasbourgeoise - ASTUS), une association liée à l'énergie Alter Alsace Énergies, ainsi que des associations locales :
- Gaïa, sise dans Mulhouse Alsace Agglomération ;
- l’association de sauvegarde de la vallée de l'Isch, en Alsace bossue.

Dans le cadre du redécoupage régional de 2016, Alsace Nature rejoint la confédération France Nature Environnement Grand Est.
Eu égard à l'acuité des crises environnementales, Alsace Nature propose une collaboration avec les entreprises sur la base d'un « mécénat climatique et environnemental ».

## Éducation à la Nature et à l'environnement

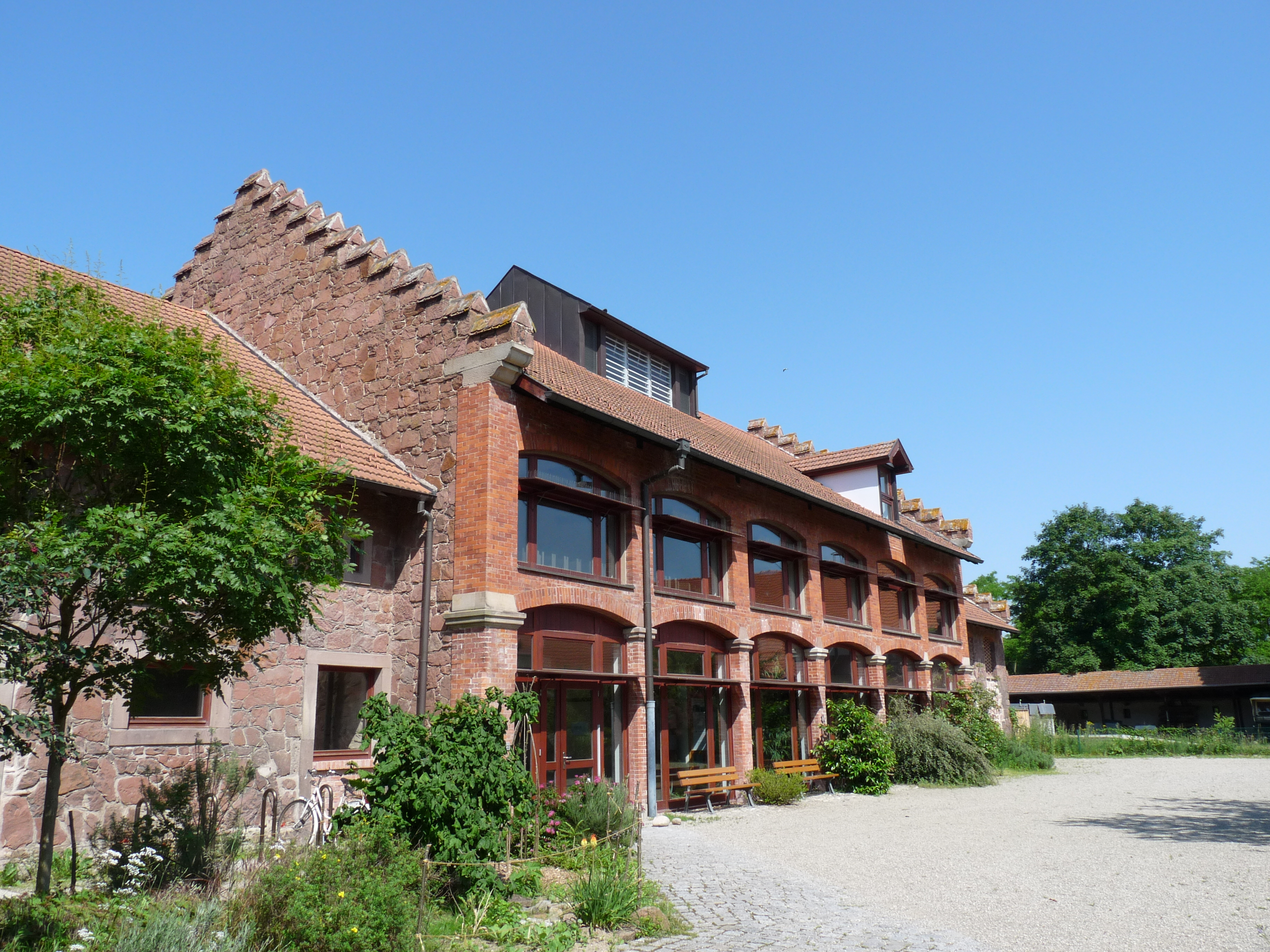
CINE de Bussierre.

Alsace Nature est membre de droit de l'Association régionale pour l’initiation à l’environnement et à la nature en Alsace (ARIENA).

## Aménagement du territoire

### Trame vert et bleue

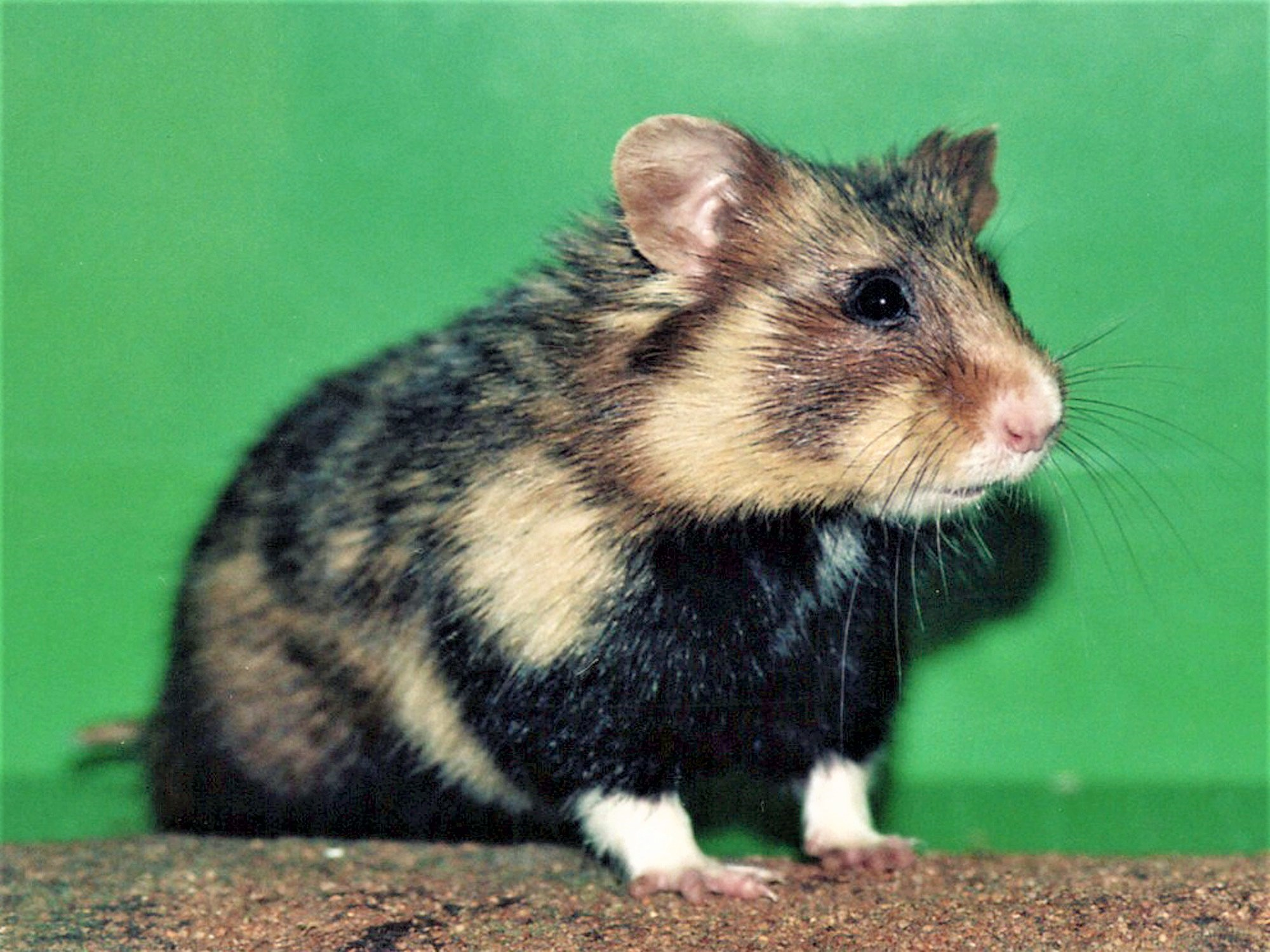
Grand hamster d'Alsace, dont la population s'écroule,.

En 2008, le ministre de l'Écologie, Jean-Louis Borloo, confie à Alsace Nature une mission d'expérimentation sur la trame verte et bleue.
Alsace Nature comprend en son sein la ligue pour la protection des oiseaux (LPO) d'Alsace, le Groupe d'Étude et de Protection des Mammifères d'Alsace (GEPMA), l'Association pour l'Étude et la Protection des Amphibiens et Reptiles d'Alsace (BUFO), ainsi que Saumon Rhin.
Compte tenu de la présence de la nappe phréatique rhénane, souvent présentée comme une des plus grandes nappes phréatiques d'Europe, la thématique de l'eau est très présente au sein de l'association : elle fait partie des associations non gouvernementales ayant le statut d’observateur auprès de la Commission internationale pour la protection du Rhin.
Les réserves naturelles sont gérées par le Conservatoire d'espaces naturels Alsace, affilié aux conservatoires d'espaces naturels, tandis que l'association Haies Vives d'Alsace œuvre en faveur des paysages.

### Taxe poids-lourds
L'Allemagne voisine décide d'imposer une taxe sur les poids-lourds empruntant son réseau autoroutier, la LKW-Maut. Ainsi, une partie du trafic de transit de l'autoroute A5 allemande se reporte sur le réseau alsacien, parallèle et gratuit, ce qui aggrave aujourd'hui sa saturation. L'Assemblée nationale vote en décembre 2005 un amendement instituant également une taxe sur les poids lourds en Alsace, à l'initiative du député Yves Bur. Finalement, la taxe alsacienne sur les poids-lourds ne sera jamais appliquée, mais une taxe nationale est décidée, et votée. La contestation née en Bretagne, sous la forme du mouvement des Bonnets rouges, a finalement raison de la taxe nationale, qui n'est pas non plus appliquée. Principalement pour des raisons de qualité de l'air, Alsace Nature dépose un recours auprès du Conseil d’État. Le rapporteur public donne raison à Alsace Nature, aussi le parlement avalise-t-il l'abandon définitif de la taxe poids lourds. Alsace Nature lance une pétition en faveur de la taxe sur les poids-lourds, et partant, de l'amélioration de la qualité de l'air, pétition qui n'aboutit pas.
Fin 2024, la collectivité européenne d'Alsace entend mettre derechef en place une taxe poids lourds. Un reportage d'Hugo Clément confirme la présence de nombreux camions qui transitent par l'Alsace pour échapper à la taxe allemande. Mais la colère gronde au sein de l'Union des entreprises de transport et de logistique de France, ainsi que chez les agriculteurs.

### Aménagements routiers

#### Autoroute A355
Le rapport de la commission d'enquête indique que « le désengorgement de Strasbourg n'est pas l'enjeu ni l'objectif » de l'autoroute A355. L'association croit trouver la raison d'être de cette autoroute dans un document de la Chambre de commerce et d'industrie de Strasbourg qui précise que le « trafic entre le Nord et le Sud de la région ne fait que croître, tout comme celui lié aux échanges internationaux ».
Alsace Nature porte plainte contre la tentative de réalisation de travaux préparatoires de déboisement entre le 1er septembre et le 15 octobre 2017. Le Conseil national de la protection de la nature, dont l'avis est consultatif, émet de nombreux griefs contre le projet. Ils concernent principalement l'échangeur de Vendenheim, le viaduc qui doit enjamber la Bruche, la problématique du hamster et la faiblesse de certaines mesures de compensation environnementale,. Le second passage devant le Conseil national de la protection de la nature mi-décembre 2017 se traduit par un nouvel avis négatif. L’État autorise toutefois la construction de l'autoroute A355. Pour le chercheur en transports Aurélien Bigo, cette infrastructure autoroutière « soutient un modèle d’aménagement carboné »,, (voir paradoxe de Downs-Thomson).
Le 17 juin 2021, les recours juridiques contre l'autoroute A355 sont examinés. Le rapporteur public demande de reprendre les mesures compensatoires en matière de biodiversité. La justice donne certes raison à l'association sur presque tous les points, mais le principe de réalité selon lequel l'autoroute A355 est quasi achevée prévaut : l'autoroute est mise en service fin 2021,
. Le sunk cost fallacy (« biais cognitif des coûts irrécupérables »), est à l’œuvre dès lors que les travaux ont déjà débuté. Le bilan global du trafic cumulé sur l'A355 et la M35, avec un réseau routier plus attractif, montre une légère augmentation de 1,6 %.
Les élus des communes bordant la portion gratuite réclament une réduction de la vitesse à 90 km/h en cas de pic de pollution.

## Déchets
Alsace Nature souhaite connaître la nature des déchets enfouis à StocaMine, et demande leur déstockage. Le recours déposé auprès de la Cour européenne des droits humains ayant été rejeté,, les travaux de scellement peuvent commencer. L'association s'oppose également à la valorisation des métaux issus du démantèlement des centrales nucléaires.